# خوان فونتکابرتا
خوان فونتکابرتا (انگلیسی: Joan Fontcuberta؛ زادهٔ ۲۴ فوریهٔ ۱۹۵۵) عکاس اهل اسپانیا است.
وی همچنین برندهٔ جوایزی همچون جایزه هاسلبلاد شده‌است.